# Borj Adoumoue
Pour les articles homonymes, voir Borj.
Borj Adoumoue (en français : Bastion des Larmes ; en arabe : برج الدموع), communément appelé Borj Sidi Benacher ou encore Skalla La-kdima (l'ancienne Scala), est un bastion et une place forte à Salé au Maroc.

## Historique
Borj Adoumoue (Bastion des Larmes), appelé aussi Borj Sidi Benacher, fut construit en 1261 par le sultan mérinide Abu Yusuf Yaqub ben Abd al-Haqq  devant le marabout Sidi Benacher (d'où son deuxième nom). En 1785, le sultan alaouite Sidi Mohammed Ben Abdallah construit à son emplacement un nouveau borj et en fait une fortification alignée de canons en bronze et d'armements turcs. En 1884, Le sultan Moulay Hassan Ier aménage sous cet édifice un borj au niveau du sous-sol dans les soubassements portant la skalla. Il en fait une base d'artillerie. Le bâtiment fut d'abord appelé Borj Adoumoue car il fut bâti sur endroit évoquant un triste souvenir chez les Salétins. En 1260, 37 navires castillans mouillèrent devant Salé. Dans la mi-journée de vendredi 2 chaoual, les guerriers castillans débarquèrent et se ruèrent sur les habitants, pris au dépourvu alors qu’ils étaient occupés à célébrer la fête de l’Aid al-fitr. Les assaillants entrèrent par l'actuel emplacement du Borj.
Ils y commirent un massacre effroyable au cours duquel un grand nombre de Salétins périrent. Femmes, enfants, et vieillards furent encerclés à la Grande mosquée et 3 000 d’entre eux furent capturés et emmenés comme esclaves à Séville. Ce pénible épisode dura deux semaines. Ainsi, à la suite de ce sombre épisode de l'histoire de Salé, le Sultan Yacoub Ben Abdelhaq ordonna la construction d'une imposante muraille (l'actuelle enceinte de Salé) et fit bâtir sur la plage un bastion fortifié qu'il nomma tristement Bastion des Larmes ou Bastion des Sanglots. 
Aujourd'hui, le Borj abrite le Musée de la céramique aménagé en 1994. 
Le Borj est classé patrimoine national par Dahir en 1914.
Depuis 2006, il accueille le Festival Karacena.

## Galerie photo

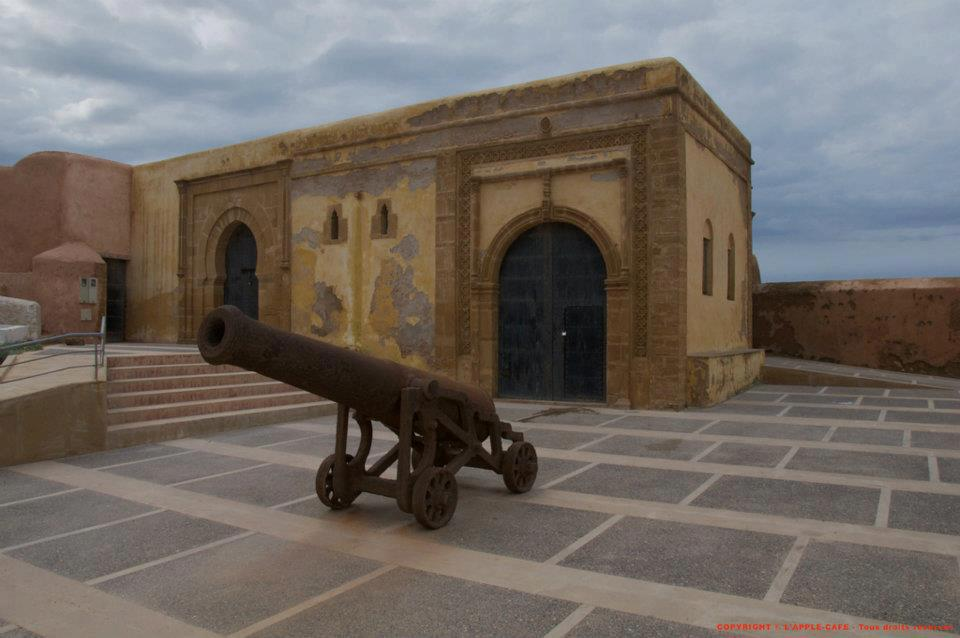
Porte d'entrée au borj
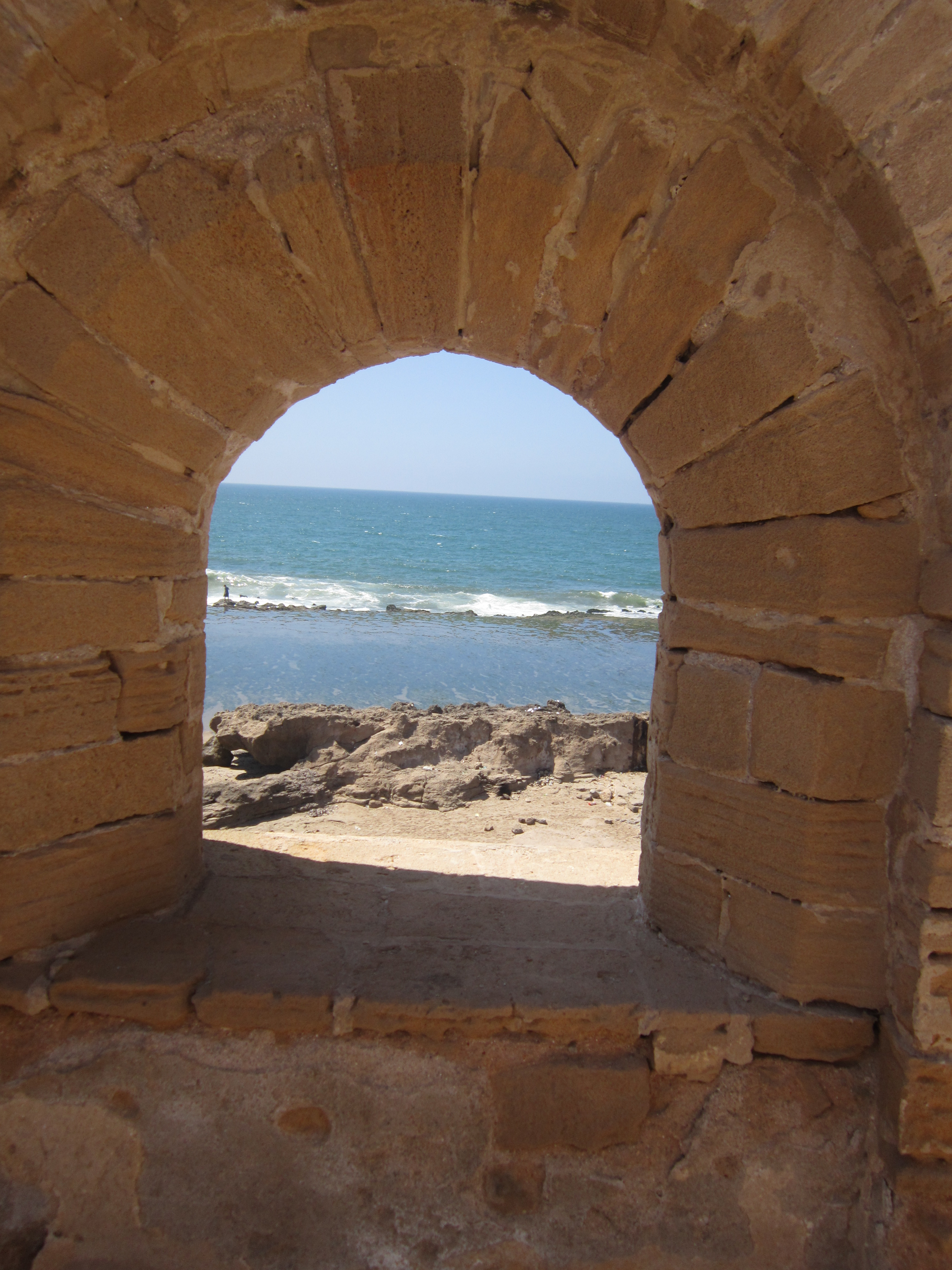
Créneau au borj
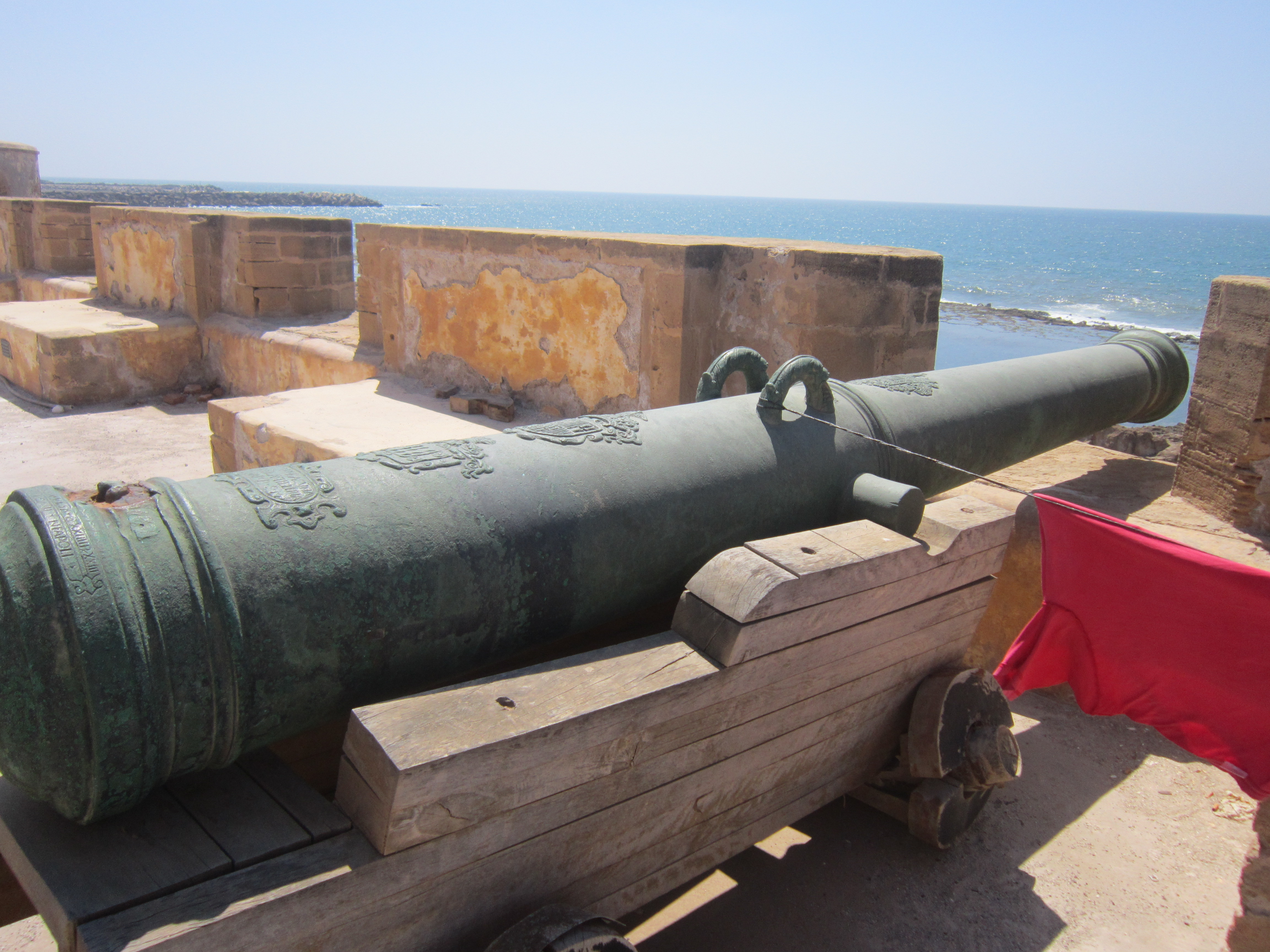
Canon italien au borj
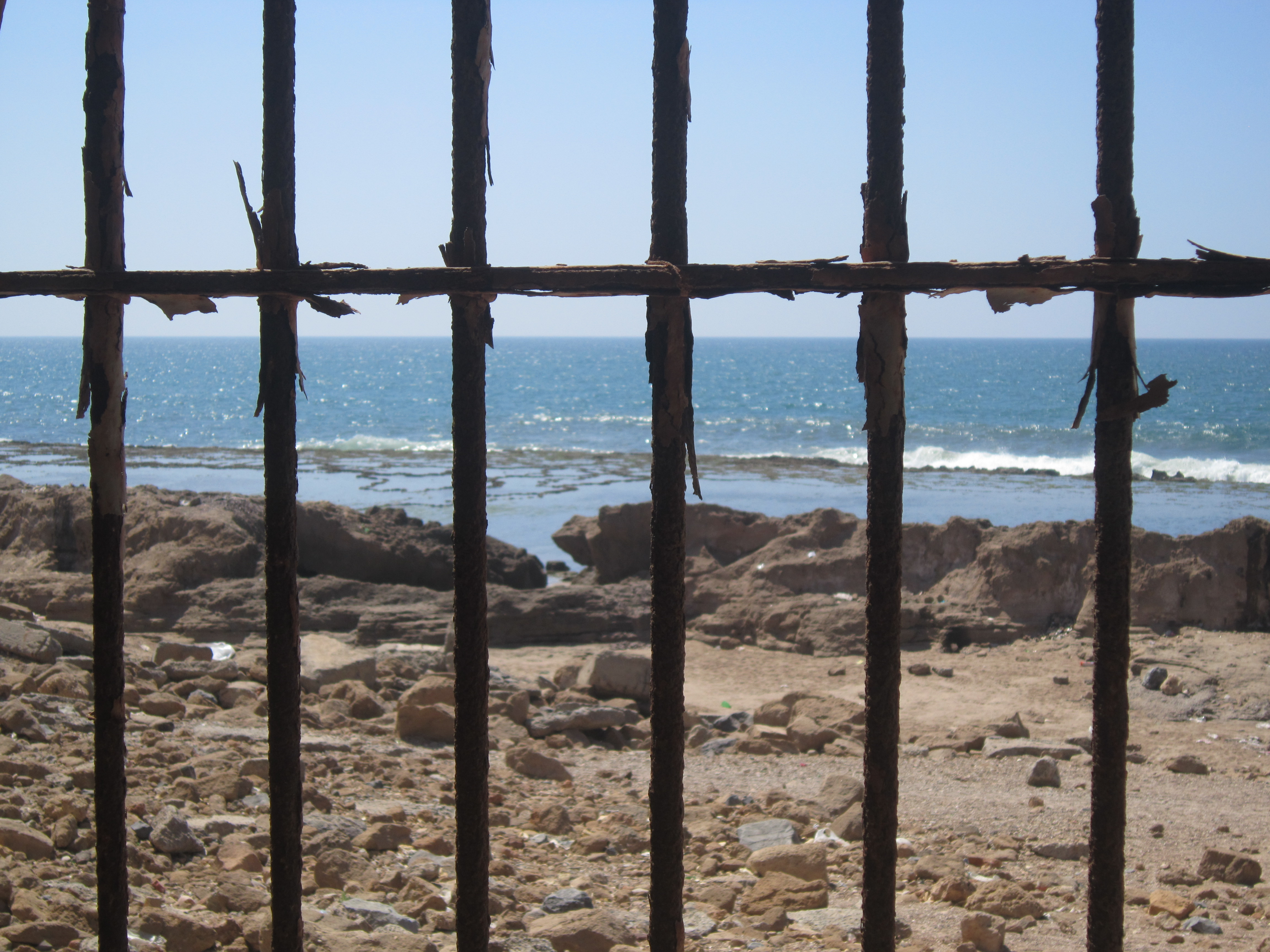
Barreaux des cachots souterrains.
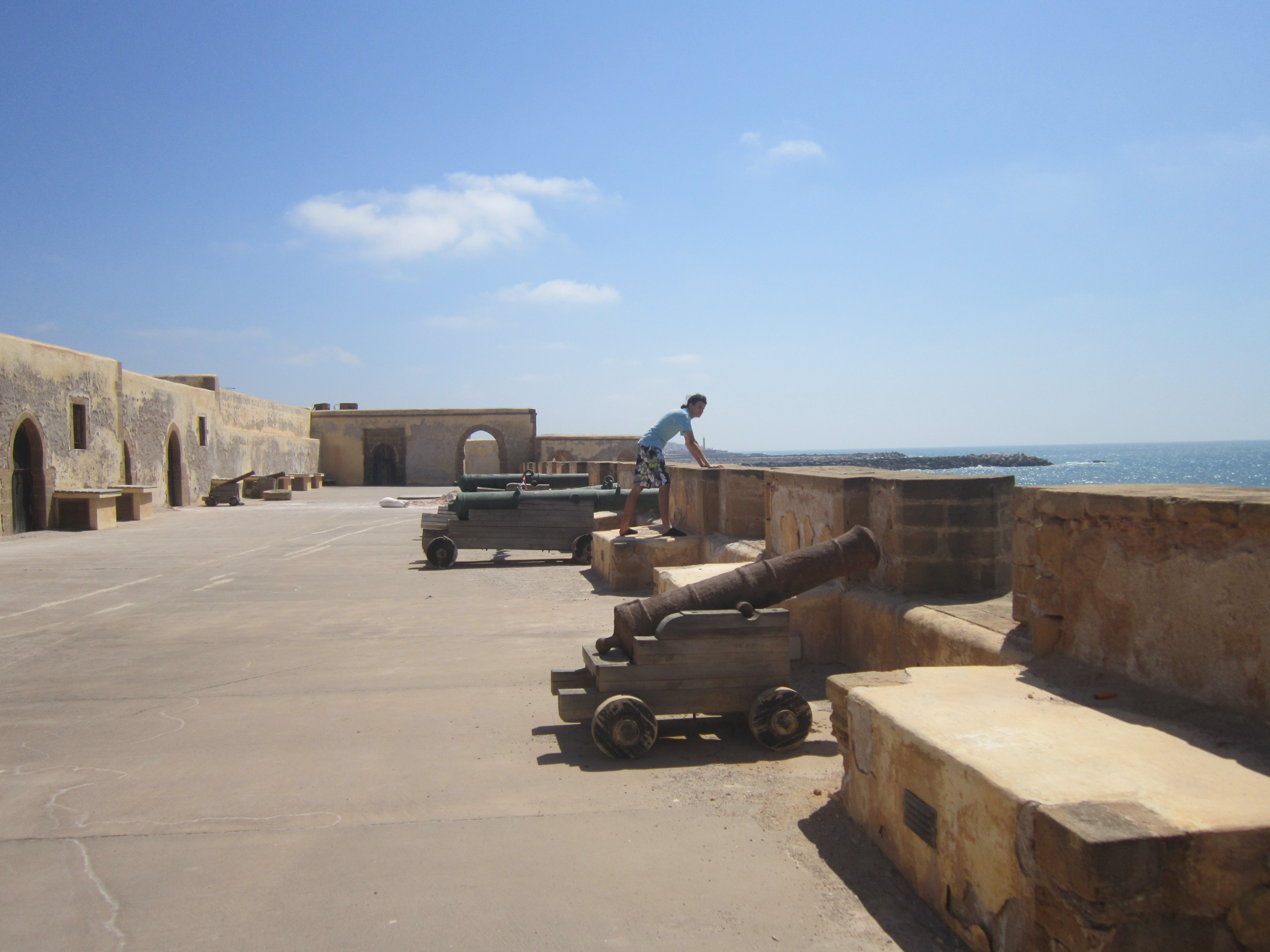
Canons alignés
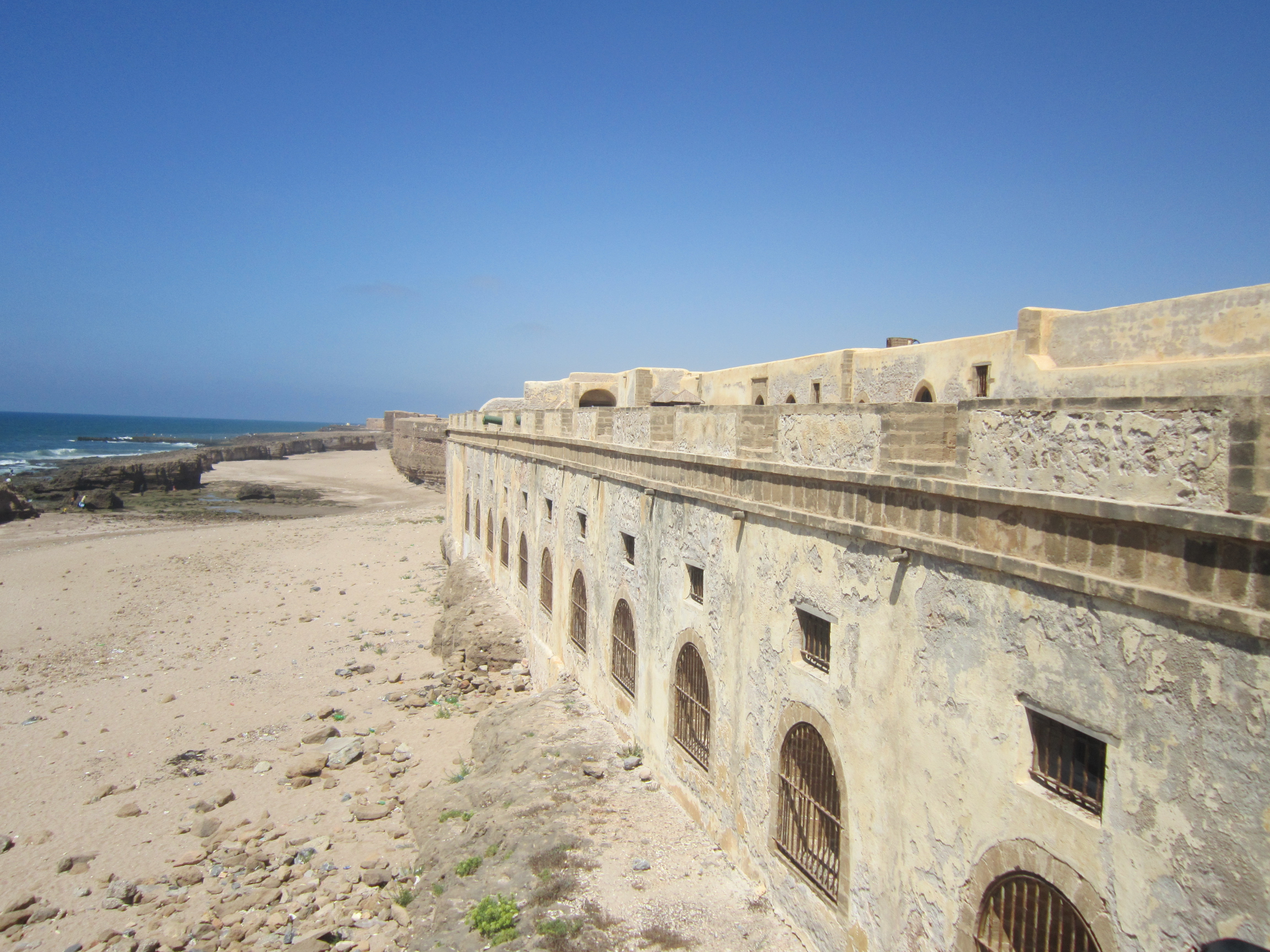
Vue sur le borj
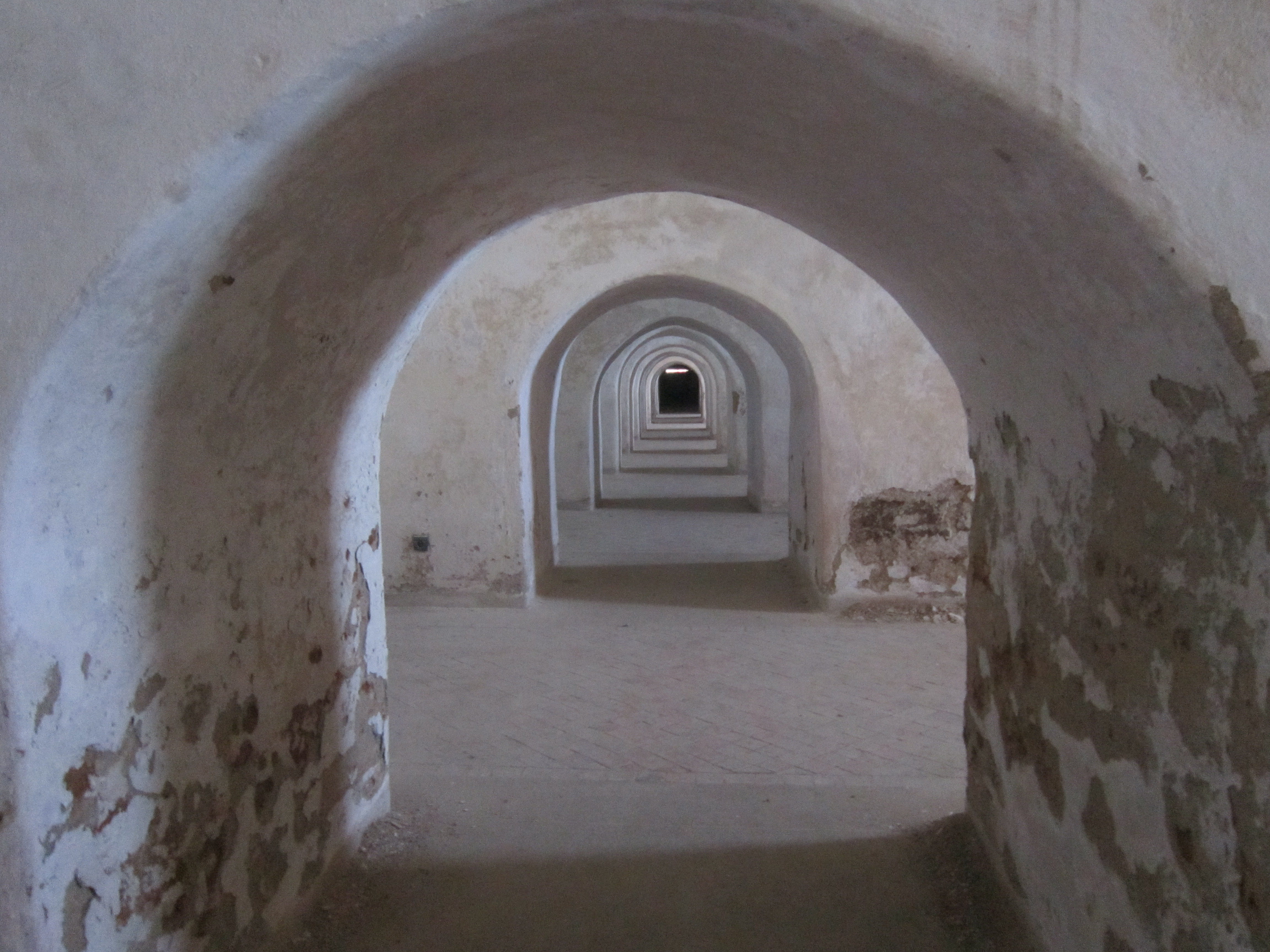
Galeries souterraines au borj
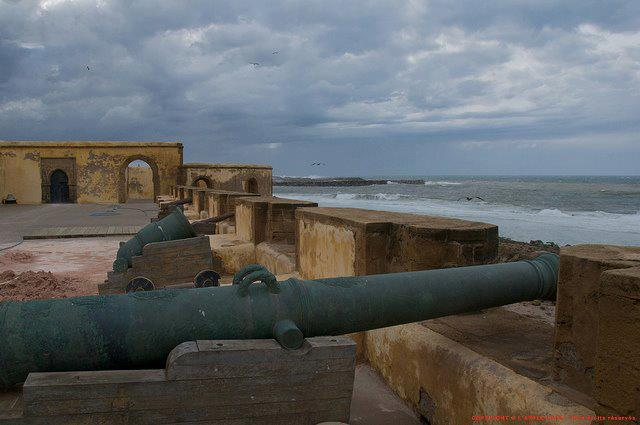
canons en bronze alignés face à la mer